# Hoehn-und-Yahr-Skala
Die Hoehn-und-Yahr-Skala dient der Einschätzung des Schweregrades einer Parkinson-Krankheit. Sie ist einfach zu erheben und wird verbreitet angewendet. Die Haltungsinstabilität wird dabei als wesentlicher Faktor zur Bewertung der Behinderung herangezogen, andere motorische und nicht-motorische Faktoren kommen nicht zum Tragen. Das Stadium gemäß Hoehn und Yahr ist Bestandteil der Unified Parkinson’s Disease Rating Scale (UPDRS).
Die Skala wurde 1967 von Margaret M. Hoehn und Melvin D. Yahr in Neurology veröffentlicht.
| Grad | Hoehn-und-Yahr-Skala |
| ---- | --- |
| I    | Einseitige Symptomatik mit fehlender oder nur geringer funktioneller Behinderung                                         |
| II   | Beidseitige Symptomatik, keine Haltungsinstabilität                                                                      |
| III  | Beidseitige Symptomatik, geringe bis mäßige Behinderung mit leichter Haltungsinstabilität, noch körperlich selbstständig |
| IV   | Starke Behinderung, Patient aber ohne Hilfe steh- und gehfähig                                                           |
| V    | Ohne Hilfe an Rollstuhl oder Bett gebunden                                                                               |